# Хойекер, Пауль
Па́уль Хо́йекер (упоминается также как Хейекер, нем. Paul Heuäcker, 16 декабря 1899, Гамбург — 10 июля 1969, Бад-Хомбург — известный немецкий шахматный композитор-этюдист.
Родился в Гамбурге, затем проживал в Бреслау, Берлине и Вене (где подружился с Алоизом Вотавой). Потом вернулся в Бреслау, где служил финансовым работником. В военном 1942 году был мобилизован в армию и послан в Италию. После войны некоторое время жил в Швейцарии, затем окончательно поселился в Бад-Хомбурге.
Шахматной композицией Хойекер увлёкся в 1922 году, изучая книгу Анри Ринка «150 этюдов» (эту книгу он получил как приз за первое место в турнире местного шахматного клуба). Всего он опубликовал более 100 собственных этюдов, в основном в журналах «Deutsche Schachblätter» и «Deutsche Schachzeitung».
Хойекер демонстрировал свою шахматную силу и в практической игре.  В 1927 году он сыграл вничью матч с сильным гроссмейстером Эрнстом Грюнфельдом. В годы депрессии (с 1933 года) Хойекер подрабатывал, давая сеансы одновременной игры. С 1940 по 1942 год он трижды завоёвывал титул шахматного чемпиона Бреслау, а в период проживания в Франконской Швейцарии, тоже трижды, становился чемпионом Верхней Франконии. В 1951 и 1952 годах Хойекер выиграл городской чемпионат Франкфурта-на-Майне.

## Избранные этюды
|   | a | b | c | d | e | f | g | h |   |
| - | --- | --- | --- | --- | --- | --- | --- | --- | - |
| 8 | b8 белый слон · h6 белая пешка · e5 чёрная пешка · d4 чёрный слон · h4 чёрный король · c1 белый король | b8 белый слон · h6 белая пешка · e5 чёрная пешка · d4 чёрный слон · h4 чёрный король · c1 белый король | b8 белый слон · h6 белая пешка · e5 чёрная пешка · d4 чёрный слон · h4 чёрный король · c1 белый король | b8 белый слон · h6 белая пешка · e5 чёрная пешка · d4 чёрный слон · h4 чёрный король · c1 белый король | b8 белый слон · h6 белая пешка · e5 чёрная пешка · d4 чёрный слон · h4 чёрный король · c1 белый король | b8 белый слон · h6 белая пешка · e5 чёрная пешка · d4 чёрный слон · h4 чёрный король · c1 белый король | b8 белый слон · h6 белая пешка · e5 чёрная пешка · d4 чёрный слон · h4 чёрный король · c1 белый король | b8 белый слон · h6 белая пешка · e5 чёрная пешка · d4 чёрный слон · h4 чёрный король · c1 белый король | 8 |
| 7 | b8 белый слон · h6 белая пешка · e5 чёрная пешка · d4 чёрный слон · h4 чёрный король · c1 белый король | b8 белый слон · h6 белая пешка · e5 чёрная пешка · d4 чёрный слон · h4 чёрный король · c1 белый король | b8 белый слон · h6 белая пешка · e5 чёрная пешка · d4 чёрный слон · h4 чёрный король · c1 белый король | b8 белый слон · h6 белая пешка · e5 чёрная пешка · d4 чёрный слон · h4 чёрный король · c1 белый король | b8 белый слон · h6 белая пешка · e5 чёрная пешка · d4 чёрный слон · h4 чёрный король · c1 белый король | b8 белый слон · h6 белая пешка · e5 чёрная пешка · d4 чёрный слон · h4 чёрный король · c1 белый король | b8 белый слон · h6 белая пешка · e5 чёрная пешка · d4 чёрный слон · h4 чёрный король · c1 белый король | b8 белый слон · h6 белая пешка · e5 чёрная пешка · d4 чёрный слон · h4 чёрный король · c1 белый король | 7 |
| 6 | b8 белый слон · h6 белая пешка · e5 чёрная пешка · d4 чёрный слон · h4 чёрный король · c1 белый король | b8 белый слон · h6 белая пешка · e5 чёрная пешка · d4 чёрный слон · h4 чёрный король · c1 белый король | b8 белый слон · h6 белая пешка · e5 чёрная пешка · d4 чёрный слон · h4 чёрный король · c1 белый король | b8 белый слон · h6 белая пешка · e5 чёрная пешка · d4 чёрный слон · h4 чёрный король · c1 белый король | b8 белый слон · h6 белая пешка · e5 чёрная пешка · d4 чёрный слон · h4 чёрный король · c1 белый король | b8 белый слон · h6 белая пешка · e5 чёрная пешка · d4 чёрный слон · h4 чёрный король · c1 белый король | b8 белый слон · h6 белая пешка · e5 чёрная пешка · d4 чёрный слон · h4 чёрный король · c1 белый король | b8 белый слон · h6 белая пешка · e5 чёрная пешка · d4 чёрный слон · h4 чёрный король · c1 белый король | 6 |
| 5 | b8 белый слон · h6 белая пешка · e5 чёрная пешка · d4 чёрный слон · h4 чёрный король · c1 белый король | b8 белый слон · h6 белая пешка · e5 чёрная пешка · d4 чёрный слон · h4 чёрный король · c1 белый король | b8 белый слон · h6 белая пешка · e5 чёрная пешка · d4 чёрный слон · h4 чёрный король · c1 белый король | b8 белый слон · h6 белая пешка · e5 чёрная пешка · d4 чёрный слон · h4 чёрный король · c1 белый король | b8 белый слон · h6 белая пешка · e5 чёрная пешка · d4 чёрный слон · h4 чёрный король · c1 белый король | b8 белый слон · h6 белая пешка · e5 чёрная пешка · d4 чёрный слон · h4 чёрный король · c1 белый король | b8 белый слон · h6 белая пешка · e5 чёрная пешка · d4 чёрный слон · h4 чёрный король · c1 белый король | b8 белый слон · h6 белая пешка · e5 чёрная пешка · d4 чёрный слон · h4 чёрный король · c1 белый король | 5 |
| 4 | b8 белый слон · h6 белая пешка · e5 чёрная пешка · d4 чёрный слон · h4 чёрный король · c1 белый король | b8 белый слон · h6 белая пешка · e5 чёрная пешка · d4 чёрный слон · h4 чёрный король · c1 белый король | b8 белый слон · h6 белая пешка · e5 чёрная пешка · d4 чёрный слон · h4 чёрный король · c1 белый король | b8 белый слон · h6 белая пешка · e5 чёрная пешка · d4 чёрный слон · h4 чёрный король · c1 белый король | b8 белый слон · h6 белая пешка · e5 чёрная пешка · d4 чёрный слон · h4 чёрный король · c1 белый король | b8 белый слон · h6 белая пешка · e5 чёрная пешка · d4 чёрный слон · h4 чёрный король · c1 белый король | b8 белый слон · h6 белая пешка · e5 чёрная пешка · d4 чёрный слон · h4 чёрный король · c1 белый король | b8 белый слон · h6 белая пешка · e5 чёрная пешка · d4 чёрный слон · h4 чёрный король · c1 белый король | 4 |
| 3 | b8 белый слон · h6 белая пешка · e5 чёрная пешка · d4 чёрный слон · h4 чёрный король · c1 белый король | b8 белый слон · h6 белая пешка · e5 чёрная пешка · d4 чёрный слон · h4 чёрный король · c1 белый король | b8 белый слон · h6 белая пешка · e5 чёрная пешка · d4 чёрный слон · h4 чёрный король · c1 белый король | b8 белый слон · h6 белая пешка · e5 чёрная пешка · d4 чёрный слон · h4 чёрный король · c1 белый король | b8 белый слон · h6 белая пешка · e5 чёрная пешка · d4 чёрный слон · h4 чёрный король · c1 белый король | b8 белый слон · h6 белая пешка · e5 чёрная пешка · d4 чёрный слон · h4 чёрный король · c1 белый король | b8 белый слон · h6 белая пешка · e5 чёрная пешка · d4 чёрный слон · h4 чёрный король · c1 белый король | b8 белый слон · h6 белая пешка · e5 чёрная пешка · d4 чёрный слон · h4 чёрный король · c1 белый король | 3 |
| 2 | b8 белый слон · h6 белая пешка · e5 чёрная пешка · d4 чёрный слон · h4 чёрный король · c1 белый король | b8 белый слон · h6 белая пешка · e5 чёрная пешка · d4 чёрный слон · h4 чёрный король · c1 белый король | b8 белый слон · h6 белая пешка · e5 чёрная пешка · d4 чёрный слон · h4 чёрный король · c1 белый король | b8 белый слон · h6 белая пешка · e5 чёрная пешка · d4 чёрный слон · h4 чёрный король · c1 белый король | b8 белый слон · h6 белая пешка · e5 чёрная пешка · d4 чёрный слон · h4 чёрный король · c1 белый король | b8 белый слон · h6 белая пешка · e5 чёрная пешка · d4 чёрный слон · h4 чёрный король · c1 белый король | b8 белый слон · h6 белая пешка · e5 чёрная пешка · d4 чёрный слон · h4 чёрный король · c1 белый король | b8 белый слон · h6 белая пешка · e5 чёрная пешка · d4 чёрный слон · h4 чёрный король · c1 белый король | 2 |
| 1 | b8 белый слон · h6 белая пешка · e5 чёрная пешка · d4 чёрный слон · h4 чёрный король · c1 белый король | b8 белый слон · h6 белая пешка · e5 чёрная пешка · d4 чёрный слон · h4 чёрный король · c1 белый король | b8 белый слон · h6 белая пешка · e5 чёрная пешка · d4 чёрный слон · h4 чёрный король · c1 белый король | b8 белый слон · h6 белая пешка · e5 чёрная пешка · d4 чёрный слон · h4 чёрный король · c1 белый король | b8 белый слон · h6 белая пешка · e5 чёрная пешка · d4 чёрный слон · h4 чёрный король · c1 белый король | b8 белый слон · h6 белая пешка · e5 чёрная пешка · d4 чёрный слон · h4 чёрный король · c1 белый король | b8 белый слон · h6 белая пешка · e5 чёрная пешка · d4 чёрный слон · h4 чёрный король · c1 белый король | b8 белый слон · h6 белая пешка · e5 чёрная пешка · d4 чёрный слон · h4 чёрный король · c1 белый король | 1 |
|   | a | b | c | d | e | f | g | h |   |

Решение:

Немедленное 1. h6-h7? ошибочно из-за 1… e5-e4. Необходимо либо отвлечь чёрного слона, либо заблокировать чёрную пешку.

1.Сb8-a7! Сd4-a1

2.Крc1-b1 Сa1-c3

3.Крb1-c2 Сc3-a1

4.Сa7-d4!! Сa1:d4 (не лучше и 4… ed 5. Крd3 с выигрышем)

5.Крc2-d3 Сd4-a1

6.Крd3-e4, и белую пешку не удержать.